# سیدونی ورنر

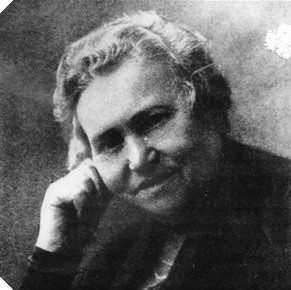
سیدونی ورنر

سیدونی ورنر (انگلیسی: Sidonie Werner) (16 مارس ۱۸۶۰–۲۷ دسامبر ۱۹۳۲) یک معلم و فمینیست یهودی آلمانی بود که در هامبورگ مستقر بود. او در اتحادیه زنان یهودی المان که در سال ۱۹۰۴، همراه با برتا پاپنهایم تأسیس کرد فعال بود. در سال ۱۹۲۹، او کنفرانس جهانی زنان یهودی را در هامبورگ ترتیب داد.
سیدونی ورنر در ۱۶ مارس ۱۸۶۰ در پوزنان متولد شد و در خانواده‌ای از بازرگانان یهودی مرفه پرورش یافت. وی قبل از گذراندن دوره آموزش معلمی در دبیرستان دخترانه تحصیل کرد. اولین شغل وی در یک مدرسه یهودی در حومه هامبورگ در آلتونا بود و پس از آن تا زمان بازنشستگی در اداره مدرسه هامبورگ استخدام شد.
در سال ۱۸۹۳، او به همراه گوستاو توچ، انجمن زنان بشردوست بنی اسرائیل (Israelitesch-Humanitären Frauenverein) را بنیان نهاد که از ۱۹۰۸ تا زمان مرگ ریاست آن را بر عهده داشت و از فعالیت‌های کودکان و زنان حمایت می‌کرد. به موازات این، وی طرفدار جدی حقوق زنان بود، از توانمندسازی حرفه ای زنان حمایت می‌کرد و آنها را به شرکت در فعالیت‌های تجاری و سیاسی تشویق می‌کرد. در سال ۱۹۰۴، او بهمراه برتا پاپنهایم، اتحادیه زنان یهودی آلمان را بنیان نهاد و در آنجا برای حق رأی دادن زنان مبارزه کرد و علیه قاچاق دختران مبارزه کرد. وی نمایندگی این سازمان را در آلمان و خارج از کشور داشت.
در ۱۶ مارس ۲۰۲۱، گوگل ۱۶۱ مین سالگرد تولد او را با یک گوگل دودل جشن گرفت.